# Chébéli
Le Chébéli, Shabeelle ou Shebelé (ሸበሌ (Shäbälé)) est un cours d'eau de la Corne de l'Afrique qui traverse les territoires de l'Éthiopie et de la Somalie.

## Géographie

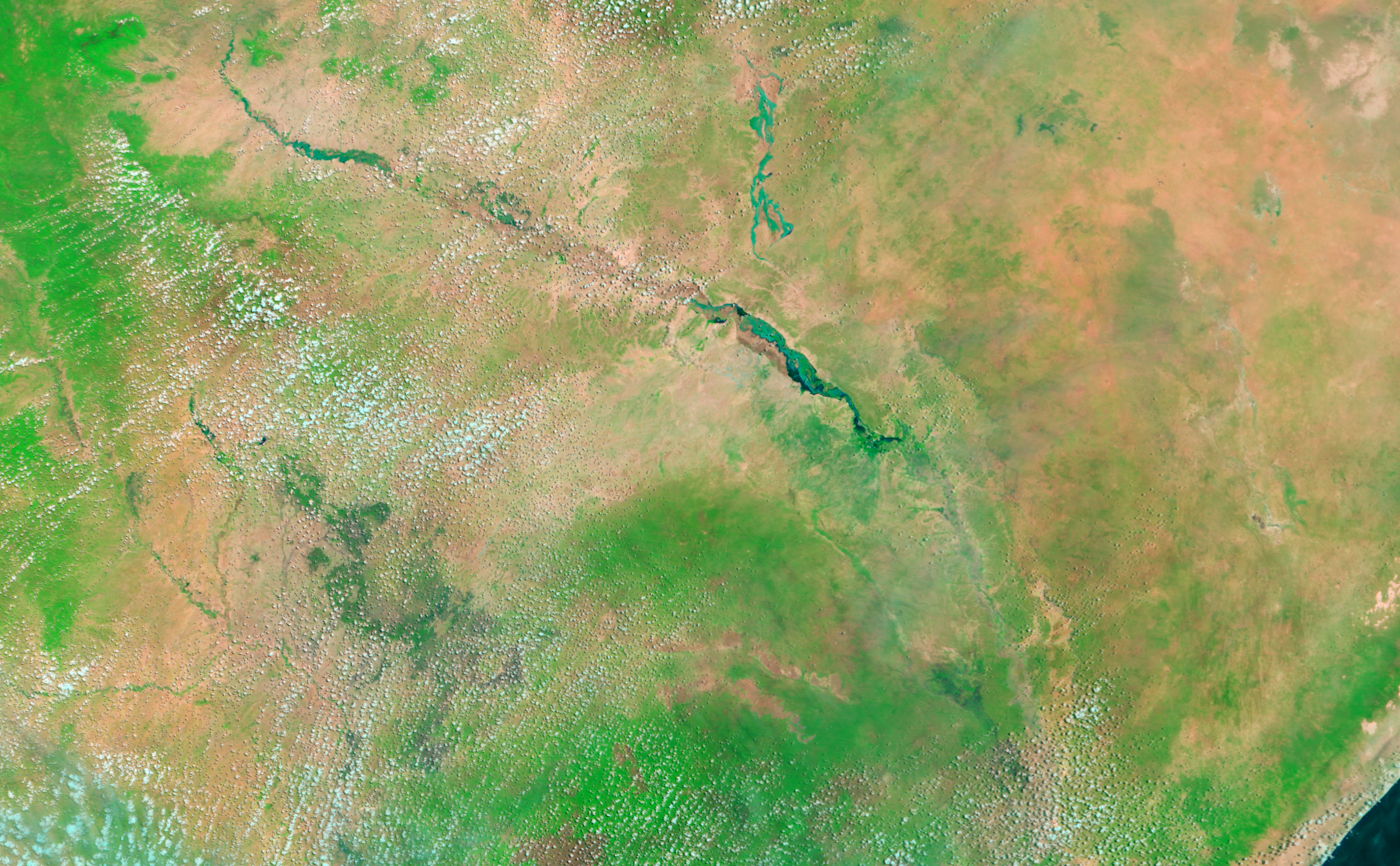
le Chébéli vu par la NASA.

D'une longueur totale de 1 130 km, il prend sa source sur les Plateaux d'Éthiopie qu'il traverse sur 1 000 km en direction du sud-est à travers la région Somali éthiopienne. Il pénètre ensuite en Somalie. Juste avant Mogadiscio, il se coude en direction du sud-ouest et suit alors la côte.
Après Mogadiscio, le Chébéli devient saisonnier ; la plupart du temps, le cours d'eau s'assèche avant d'atteindre l'embouchure de la Jubba, mais il lui arrive de l'atteindre réellement lors de saisons fortement pluvieuses.

## Histoire
Enrico Baudi di Vesme, en 1891, en partant de Berbera en Somalie britannique sur la côte d'Aden, explore le Chébéli avec Giuseppe Candeo (it)

## Débit
D'après AQUASTAT, le débit moyen du Chébéli est de 73 m³/s au niveau de la frontière entre l'Éthiopie et la Somalie (c'est-à-dire 2,3 kilomètres cubes par an).

## Étymologie
Le nom de la rivière dérive du somali Wabi Shabeelle signifiant « la rivière aux léopards ».

## Affluents
Le Chébéli possède plusieurs affluents, saisonniers ou permanents. Ils comprennent :
- Erer
- Galetti et Ramis
- Wabe

Le Fafen n'atteint le Chébéli que lors d'inondations. En temps normal, il s'assèche auparavant.